# Stazione di Montemarano
La stazione di Montemarano è una stazione ferroviaria ubicata lungo la linea Avellino-Rocchetta Sant'Antonio. Serve il centro abitato di Montemarano ed è situata nella frazione Ponteromito.

## Storia
La stazione venne attivata insieme alla parte centrale della ferrovia da Paternopoli a Monteverde il 27 ottobre 1895. Aveva un buon traffico passeggeri e merci, diminuito con l'avvento del trasporto su gomma.
Nel 1982 divenne impresenziata. Tra il 2006 e il 2007, venne sottoposta a un rinnovamento generale. L'esercizio ferroviario sulla linea è stato sospeso il 12 dicembre 2010, quando a Montemarano fermavano ancora 3 treni al giorno, e riattivato a partire dal 2016 per treni turistici. Negli anni 2020, la stazione di Montemarano torna ad essere occasionalmente servita dai treni storici di Fondazione FS Italiane.

## Strutture e impianti
La stazione è dotata di due binari passanti dotati di marciapiede e sovrappassaggio pedonale per il servizio passeggeri ed un binario tronco per l'ex scalo merci.
A causa del terremoto del 1980, che sconvolse le zone dell'Irpinia, il fabbricato viaggiatori venne sostituito con una struttura prefabbricata ancora oggi visibile.

## Servizi
La stazione dispone di:
- Fermata autolinee[2]